# نور با دو كاليه
نور با دو كاليه (بالفرنسية: Nord-Pas de calais)‏ هي منطقة في فرنسا عاصمتها مدينة ليل. تنقسم المنطقة إلى إقليمين (محافظتين): نور، با دو كاليه
يبلغ الكثافة السكانية 330.8 نسمة لكل كيلومتر مربع على مساحة تزيد قليلاً عن 12414 كيلومتر مربع،وهي منطقة مكتظة بالسكان يبلغ عدد سكانها حوالي 4.1 مليون نسمة، أي 7 ٪ من إجمالي سكان فرنسا، مما يجعلها رابع أكثر المناطق اكتظاظًا بالسكان في البلاد، يعيش 83 ٪ منهم في المناطق الحضرية. مركزها الإداري وأكبر مدنها هي ليل.
مدينه كاليه وهي ثاني أكبر مدينة هي مركز قاري هام للاقتصاد والنقل مع مدينة دوفر في بريطانيا العظمى على بعد 42 كيلومترًا (26 ميلاً)، مما يجعل منطقة نورد با دو كاليه نقطة اتصال المنطقة بجزيرة بريطانيا العظمى. من المدن المهمة أيضًا فالانسيان، لنس، دواي، بيثون ، دونكيرك، موبيج، وبولوني، آراس، وكامبريه، وسان أومير.

## أهمية المنطقة
ترتبط فرنسا مع إنكلترا عبر نفق المانش، فهي إذاً تطل على بحر المانش من جهة (مدينة كاليه) وعلى بحر الشمال من جهة أخرى (مدينة دونكيرك).

## اللغة المحلية
تنتشر بين سكان هذه المنطقة لغة الليشتي التي تختلف عن اللغة الأم الفرنسية لفظاً وكتابة، لكن هذا الأمر لا يمثل مشكلة جدية للحكومة الفرنسية كما هي حال سكان جزيرة كورسيكا أو منطقة الألزاس أو منطقة بروتاني